# جرج ساباتو
 جورج ساباتو (انگلیسی: Jorge Sabato؛ زاده ۲۵ مارس ۱۹۲۴ درگذشته ۲۵ مارس ۱۹۸۳) یک دانشمند در زمینه فلزشناسی اهل  آرژانتین بود. 